# Lagenipora pinnacula
Lagenipora pinnacula is een mosdiertjessoort uit de familie van de Celleporidae. De wetenschappelijke naam van de soort is voor het eerst geldig gepubliceerd in 1980 door Hayward.